# Ташлы-Елга (Балтачевский район)
Ташлы-Елга (баш. Ташлыйылға) — деревня в Балтачевском районе Башкортостана, относится к Нижнесикиязовскому сельсовету.

## Название
Название происходит от гидронима Ташлыйылға (башк., букв.— каменистая река).

## География
Расстояние до:
- районного центра (Старобалтачёво): 14 км,
- центра сельсовета (Нижнесикиязово): 3 км,
- ближайшей ж/д станции (Куеда): 51 км.

## История
Деревня основана по договору 1735 года о припуске ясачными марийцами на вотчинных землях башкир Таныпской волости Сибирской дороги. В 1746 году на тех же условиях здесь поселилась новая группа ясачных марийцев.
В 1865 в 31 дворе жил 187 человек. Занимались земледелием, пчеловодством.
В 1906 году зафиксированы красильное заведение, бакалейная лавка.

## Население
| 1795 | 1865 | 2002 | 2009 | 2010 |
| ---- | ---- | ---- | ---- | ---- |
| 104  | ↗187 | ↘132 | ↘114 | ↘105 |

Национальный состав
Согласно переписи 2002 года, преобладающая национальность — марийцы (84 %).

## Инфраструктура
Население занято в ООО «Луч». Есть начальная школа.

## Известные уроженцы
- Нухов Борис Нургалиевич (5 февраля 1940 года, село Ташлы-Елга Балтачевский район, Башкирская АССР) — композитор, дирижер, заслуженный артист Тувинской АССР.